# Shota Hasunuma
Shota Hasunuma (født 15. oktober 1993) er en japansk fodboldspiller.
Han har spillet for flere forskellige klubber i sin karriere, herunder Fukushima United FC.